# Lista över orter i Sverige
Lista över orter i Sverige består av flera listor:
- Lista över Sveriges tätorter (går att sortera efter folkmängd, etc.)
- Lista över Sveriges småorter (år 2000, 2005 och 2010)
  - Lista över småorter i Sverige 2000
  - Lista över småorter i Sverige 2005
  - Lista över småorter i Sverige 2010
- Lista över municipalsamhällen i Sverige